# Cidade Real
Cidade Real (em castelhano: Ciudad Real)) é um município da Espanha na província homónima, comunidade autónoma de Castela-Mancha. Tem 285 km² de área e em 2021 tinha 75 104 habitantes (densidade: 263,5 hab./km²).

## Demografia

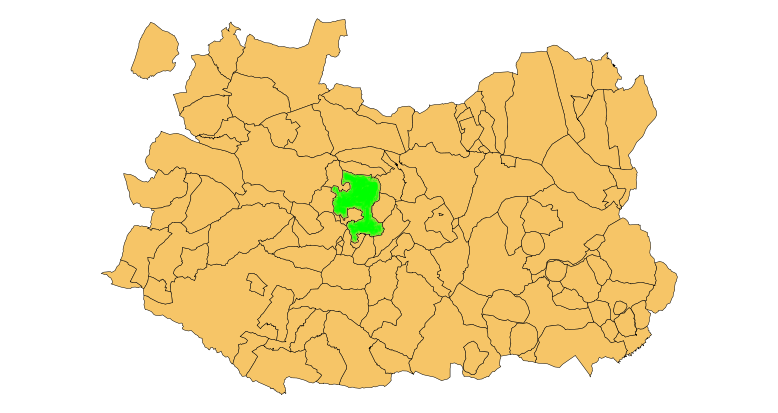
Mapa de localização

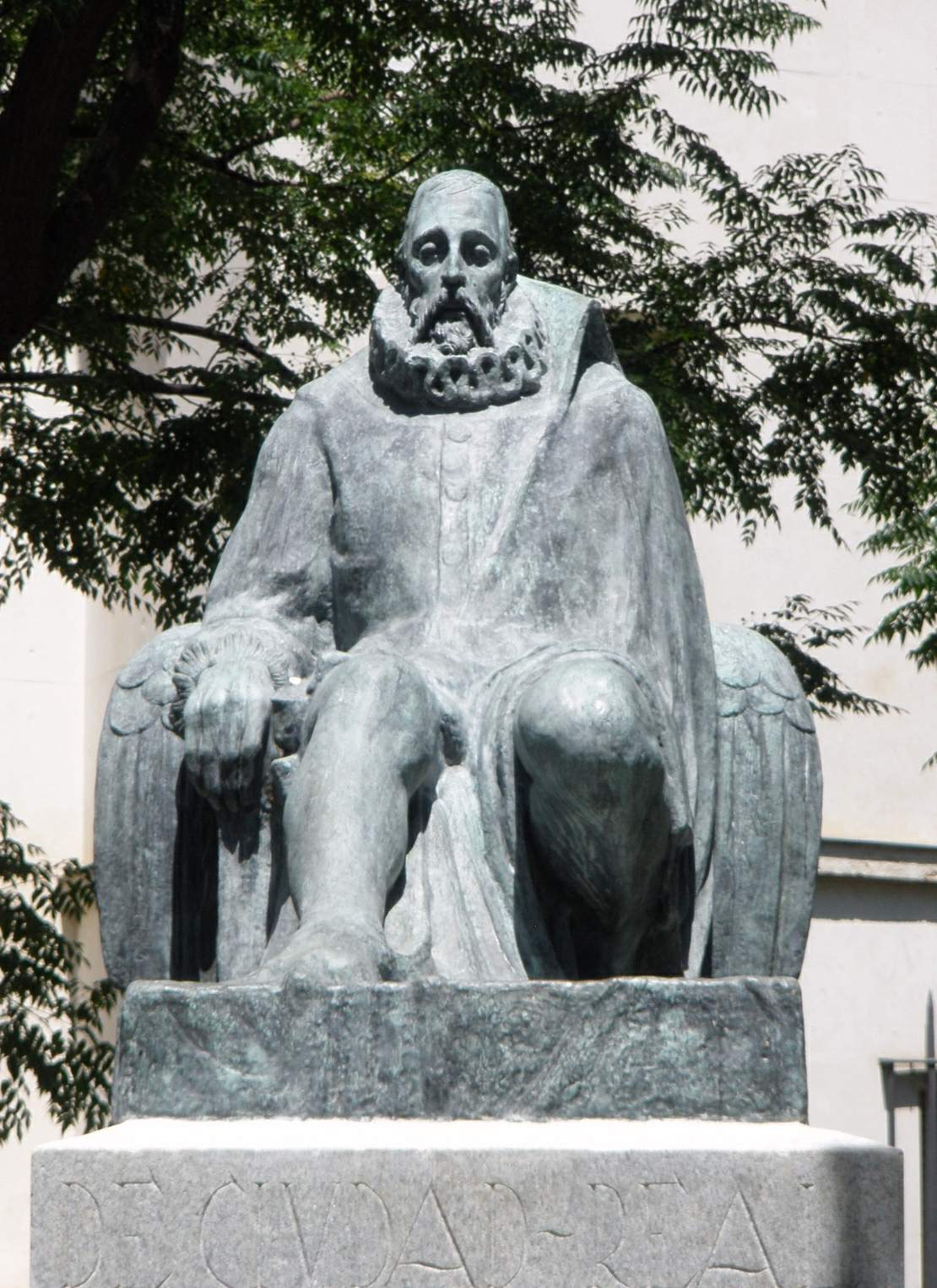
Estátua de Miguel de Cervantes, na praça de mesmo nome

| Variação demográfica do município entre 1991 e 2004 | Variação demográfica do município entre 1991 e 2004 | Variação demográfica do município entre 1991 e 2004 | Variação demográfica do município entre 1991 e 2004 |
| --------------------------------------------------- | --------------------------------------------------- | --------------------------------------------------- | --------------------------------------------------- |
| 1991                                                | 1996                                                | 2001                                                | 2004                                                |
| 60 138                                              | 59 392                                              | 63 251                                              | 67 401                                              |

## Bibliografía
- García Raya, Joaquín (2006). «Cronología básica del ferrocarril español de vía ancha». IV Congreso Historia Ferroviaria: Málaga, septiembre de 2006 (Consejería de Obras Públicas y Transportes de la Junta de Andalucía).
- González Yanci, María Pilar (1977). Los accesos ferroviarios a Madrid. Su impacto en la geografía urbana de la ciudad. Madrid: Instituto de Estudios Madrileños.
- PILLET CAPDEPÓN, Félix (1984) "Geografía Urbana de Ciudad Real (1255-1980)". Akal editor. ISBN 84-7339-712-6. 646 pp. Madrid.
- VILLEGAS DÍAZ, Luis Rafael (1981) "Ciudad Real en la Edad Media: la ciudad y sus hombres [(1255-1500)]". Edición del autor. ISBN 84-300-4628-3
- VILLEGAS DÍAZ, Luis Rafael (1984) "Sobre el urbanismo de Ciudad Real en la edad Media". Fondo de Publicaciones del Excmo. Ayuntamiento de Ciudad Real. ISBN 84-398-1644-8
- Martín de Consuegra Gómez, A. J. Napoleón en La Mancha. La Ocupación francesa de Ciudad Real. 1809-1813. 2009. ISBN 978-1409282518